# Église Saint-Firmin de Morbecque
L'église Saint-Firmin est une église catholique située à Morbecque, dans le département du Nord, en France.

## Localisation
L'église est située dans le département français du Nord, sur la commune de Morbecque.

## Historique
- Construite aux XIe et XIIIe siècles.
- Aujourd'hui une église-halle du gothique de brique[2]
- L'édifice est classé au titre des monuments historiques en 1920[1].
- Reconstruction depuis des destructions de la Seconde Guerre mondiale.